# 三重県道149号御衣野下野代線
三重県道149号御衣野下野代線（みえけんどう149ごう みぞのしものしろせん）は、三重県桑名市を通る一般県道である。

## 概要
桑名市多度町御衣野から桑名市多度町下野代に至る。

### 路線データ
- 起点：桑名市多度町御衣野（字奥ノ谷1445番2地先[1]：御衣野西交差点、三重県道148号御衣野北猪飼線起点）
- 終点：桑名市多度町下野代（字小島575番1地先[1]：下野代南交差点、国道258号交点）
- 総延長：1,974 m

## 歴史
- 1995年（平成7年）4月1日 - 路線認定・供用開始[1][2]。

## 路線状況

### 道路施設

#### 橋梁
- 奥ノ谷橋（奥大杉谷川、桑名市）

### 交通量
平日12時間交通量
| 地点               | 交通量  |
| ------------------ | ------- |
| 桑名市多度町下野代 | 3,509台 |

## 地理

### 通過する自治体
- 桑名市

### 交差する道路
| 交差する道路                | 交差する場所 | 交差する場所          |
| --------------------------- | ------------ | --------------------- |
| 三重県道148号御衣野北猪飼線 | 多度町御衣野 | 御衣野西交差点 / 起点 |
| 国道258号 / 大桑国道        | 多度町下野代 | 下野代南交差点 / 終点 |

### 交差する鉄道
- 養老鉄道養老線

### 沿線
- 富士通三重工場
- 養老鉄道養老線 下野代駅